# Chalceus fasciatus
Chalceus fasciatus är en fiskart som beskrevs av Jardine, 1841. Chalceus fasciatus ingår i släktet Chalceus och familjen Characidae. Inga underarter finns listade i Catalogue of Life.